# Ронде (острів)
Ронде (англ. Ronde Island) — острів у складі архіпелагу Гренадини, розташований в південній частині Навітряних островів, Карибського моря. Острів входить до складу держави Гренада на правах залежної території. 

## Географія
Ронде знаходиться за 20 км на південь від острова Каріока та на північ за 32 км від столиці Гранади міста Сент-Джорджес.
Острів лежить за 7,5 км на схід від активного підводного вулкана Кік-Ем-Дженні.

## Історія
Ронде - приватний острів. Він був виставлений на продаж у жовтні 2007 року за 100 млн доларів США що робить його в даний час найдорожчим приватним островом у світі.